# Kirk Windstein

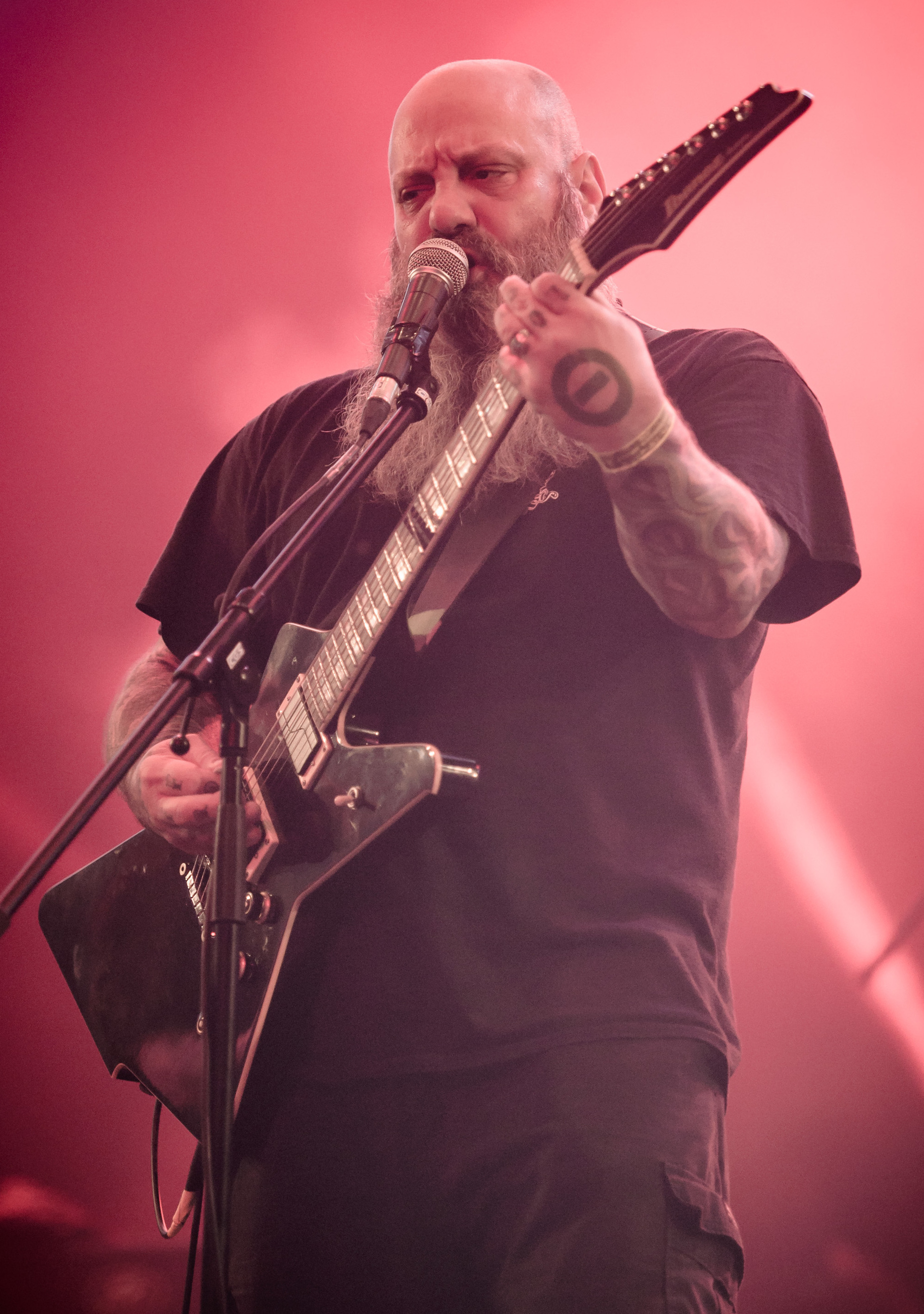
Kirk Windstein (2017)

Kirk Windstein (* 14. April 1965 in Middlesex, England) ist ein US-amerikanischer Metal- und Sludge-Sänger und -Gitarrist der Bands Crowbar und Kingdom of Sorrow. Er ist darüber hinaus Gitarrist der Supergroup Down.

## Werdegang
Windstein war 1987 Gitarrist der Judas-Priest- und Iron-Maiden-Coverband Victorian Blitz. Weitere Mitglieder waren damals Sid Montz, später bei Crowbar und Valume Nob sowie Kevin Noonan, der in der Folge ebenfalls bei Crowbar spielte.

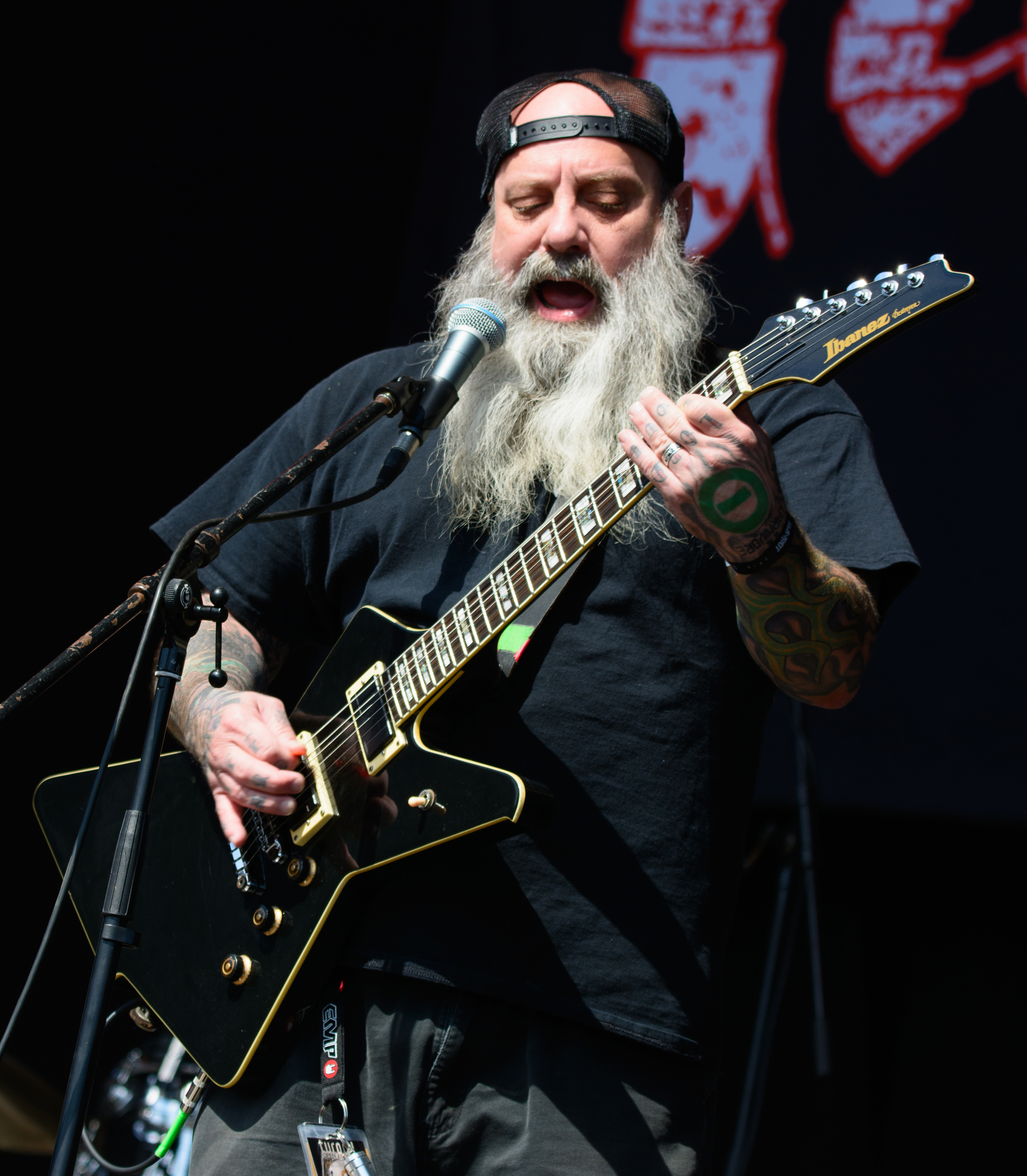
Kirk Windstein beim Elbriot 2018

1988 verließ Windstein die Band und stieg als Sänger und Gitarrist bei Shell Shock, einer Hardcore-Band aus New Orleans, ein. Als die Band ein Album namens No Tomorrow aufnahm, verübte der Gitarrist Mike Hatch Suizid. Kevin Noonan nahm einige Zeit später dessen Platz ein, aus der Band gingen, nach mehreren Umbesetzungen und Umbenennungen in Aftershock, WREQUIEM und The Slugs, 1991 Crowbar hervor. Mit Crowbar hatte Windstein Anfang bis Mitte der 1990er die ersten Erfolge, als die Videos der Band bei MTV Headbangers Ball liefen und sie mit Pantera und Paradise Lost tourte.
1995 nahm Windstein als Gitarrist mit Phil Anselmo von Pantera sowie Pepper Keenan (Corrosion of Conformity) und seinem Crowbar-Bandkollegen Jimmy Bower das Debütalbum NOLA des 1991 gegründeten Bandprojekts Down auf. Auch tourten Down in den USA, hier spielte Todd Strange von Crowbar den Bass. 2002 reformierten sich Down erneut und nahmen ein zweites Album auf, Down II: A Bustle in Your Hedgerow. Die Band trat auch beim Ozzfest auf. Anschließend kehrten die Musiker wieder zu ihren Hauptbands zurück. 2007 folgte jedoch das dritte Down-Album Down III: Over the Under. 2013 verließ er Down, um sich auf seine Aktivitäten mit Crowbar zu fokussieren.
Zwischendurch spielte Windstein Bass bei Valume Nob, zog sich aber 2006 aus der Band zurück. Im März 2010 wurde gemeldet, Windstein engagiere sich als Sänger in einem Bandprojekt namens Suicide War, das neben ehemaligen Valume-Nob-Mitgliedern auch Craig Nunenmacher (ex-Crowbar, Black Label Society) und Soilent-Green- und Goatwhore-Sänger Ben Falgoust umfasse.
2005 gründete Kirk Windstein mit Hatebreed-Sänger und MTV-Moderator Jamey Jasta Kingdom of Sorrow. Mit dieser Band veröffentlichte Windstein 2008 das selbstbetitelte Debüt, 2010 folgte das zweite Album Behind the Blackest Tears.
Im Januar 2020 veröffentlichte Windstein sein erstes Soloalbum, Dream in Motion.

## Diskografie

### Crowbar
→ siehe Crowbar: Diskografie

### Down
→ siehe Down: Diskografie

### Kingdom of Sorrow
→ siehe Kingdom of Sorrow: Diskografie

## Equipment
Gitarren
- ESP Viper (schwarz)
- ESP Viper Baritone
- ESP Viper Custom (rot)
- Gibson SG VooDoo (2005 mit Crowbar)
- Gibson SG Custom Black (2005 mit Crowbar)
- ESP Eclipse Red (Tour 2009 mit Down)
- Fender Stratocaster White (Tour 2009 mit Down)
- ESP Viper Custom Purple Le Fleur-de-lis (Tour 2010 mit Crowbar)
- Maxon Bodeneffekte

Verstärker
- Marshall JCM800 2203X 100W Head
- Marshall 1960B straight front 300W 4x12 Cabinet mit 75W Celestion Lautsprechern.
- Orange Thunderverb 50 (2009 mit Down)
- Randall RG 100 ES